# 四種清淨
四種清淨，佛教術語，指諸地菩薩乃至成佛所有的四清淨功德，而唯佛乃究竟成就：
- 增上意樂清淨
- 增上戒清淨
- 增上心清淨
- 增上慧清淨

另佛為佛弟子及外道說修習解脫之四種清淨：
- 戒清淨
- 心清淨
- 見清淨
- 解脫清淨